# Vuelta al País Vasco 1998
La XXXVIII Vuelta al País Vasco, disputada entre el 6 y el 10 de abril de 1998, estaba dividida en 5 etapas para un total de 897 km. El español Íñigo Cuesta se impuso en la clasificación general. 

## Etapas
| Etapa          | Fecha       | Recorrido                   | km  | Vencedor de la Etapa | Líder de la general |
| -------------- | ----------- | --------------------------- | --- | -------------------- | ------------------- |
| 1.ª            | 6 de abril  | Fuenterrabía > Fuenterrabía | 116 | Laurent Jalabert     | Laurent Jalabert    |
| 2.ª            | 7 de abril  | Fuenterrabía > Valmaseda    | 239 | Bo Hamburger         | Laurent Jalabert    |
| 3.ª            | 8 de abril  | Valmaseda > Viana           | 212 | Pascal Hervé         | Íñigo Cuesta        |
| 4.ª            | 9 de abril  | Viana > Vitoria             | 197 | Alberto Elli         | Íñigo Cuesta        |
| 5.ª-1.ª sector | 10 de abril | Vitoria > Hernani           | 108 | Jens Voigt           | Íñigo Cuesta        |
| 5.ª-2.ª sector | 10 de abril | Hernani >Hernani (CRI)      | 25  | Laurent Jalabert     | Íñigo Cuesta        |
| Total          | Total       | Total                       | 897 |                      |                     |

## Clasificación general
| Posición | Ciclista          | Equipo   | Tiempo      |
| -------- | ----------------- | -------- | ----------- |
|          | Íñigo Cuesta      | ONCE     | 23h 37' 47" |
| 2        | Laurent Jalabert  | ONCE     | a 3"        |
| 3        | Alex Zülle        | Festina  | a 1'36"     |
| 4        | Michael Boogerd   | Rabobank | a 1'49"     |
| 5        | Aitor Garmendia   | Banesto  | a 1'50"     |
| 6        | Rodolfo Massi     | Casino   | a 2'27"     |
| 7        | Mikel Zarrabeitia | ONCE     | a 2'29"     |
| 8        | Paolo Savoldelli  | Saeco    | + 2'31"     |
| 9        | Beat Zberg        | Rabobank | + 2'37"     |
| 10       | Wladimir Belli    | Festina  | + 2'42"     |